# Campanula aurita
Campanula aurita är en klockväxtart som beskrevs av Edward Lee Greene. Campanula aurita ingår i släktet blåklockor, och familjen klockväxter. Inga underarter finns listade i Catalogue of Life.